# Hakkari'de Bir Mevsim
Hakkari'de Bir Mevsim è un film del 1983 diretto da Erden Kiral.